# Марс-3
Марс-3 је био совјетски вјештачки сателит (аутоматска научно-истраживачка станица) намијењен за истраживање планете Марс. Лансиран је 28. маја 1971.

## Ток мисије
Марс-3 и Марс-2 су биле идентичне летјелице, свака са орбиталним и дијелом за приземљење на површину Марса. Циљ мисије је био снимање површине и облака, мјерење температуре, истраживање топографије, састава површине, мјерења атмосфере, магнетских поља и сунчевог вјетра.
Дио за спуштање је ослобођен од орбиталног дијела Марса-3 дана 2. децембра 1971. Кориштењем аеродинамичког кочења, падобрана и ретро-ракета, капсула за спуштање се меко приземљила на планету. Међутим, послије 20 секунди пренос података је престао. Претпоставља се да је до овога дошло због јаке пјешчане олује која је у ово вријеме покривала добар дио планете.
Орбитални дио је био успјешан, и слао је податке на земљу, заједно са орбитером Марса-2, од децембра 1971. до марта 1972. Укупно су послали 60 фотографија, које су откриле планине високе 22 km, атомски водоник и кисеоник у вишим слојевима атмосфере, површинске температуре од -110 до +13 °C, површински притисак 5.5 до 6 милибара, трагове водене паре, јоносферу која почиње на 80 до 110 km висине, и честице прашине до 7 km у атмосфери. Подаци су омогућили мапирање површине, и дали су сазнања о гравитацији и магнетским пољима Марса.

## Основни подаци о лету
- Датум лансирања: 28. мај 1971.
- Ракета носач: Протон, са додатим степенима
- Мјесто лансирања: Тјуратам, Бајконур
- Маса сателита (kg): 2.265

## Галерија
- Марка посвећена лету.